# Nikolaus Outzen
Nikolaus Outzen, född den 31 januari 1752 i Tinglevs socken i Tønders amt, död den 5 december 1826 i Breklum, var en dansk vetenskapsman.
Outzen blev 1782 präst i Burg på Femern och 1787 i Breklum i västra Slesvig. År 1819 framträdde han med en tysk prisskrift om danska språkets historia i Slesvig, utgiven tillsammans med Werlauffs danska skrift i samma ämne. Han skrev dessutom en del lärda avhandlingar om nordfrisernas historia och om ditmarschernas förmodade frisiska ursprung. Ett efterlämnat frisiskt glossarium utgavs 1837.